# Cratere Telepinu
Telepinu è un cratere sulla superficie di Cerere.